# Поле стазису (фантастика)
Ста́зис (англ. Stasis, з грец. застій) чи по́ле ста́зису (англ. Stasis Field) — в науковій фантастиці стан повної зупинки будь-яких процесів у обмеженій ділянці простору. Науково-фантастичні твори пропонують різноманітні реалізацій стазису, які в більшості зводяться до переміщення об'єктів у певне енергетичне поле або вимір, де час відсутній або його плин непомітний. На відміну від анабіозу, поняття стазису застосовується щодо як живих, так і неживих об'єктів.

## Способи використання
- Захист об'єктів від зовнішніх впливів — оскільки в полі стазису час не плине, будь-які зовнішні впливи, як-от випромінювання чи сторонні предмети, застигають в ньому, не завдаючи шкоди. З іншого боку, захищена таким чином людина не може нічого сприймати, адже світло чи звук не досягатимуть її. Наприклад, у «Тут є хвилі» Ларрі Нівена (1968). Стазис здатний так само врятувати людей при аварії. Саме таке використання описане, до прикладу, в «Світі Птаввів» (1966) Ларрі Нівена.
- Тривале зберігання продуктів — сповільнений або зупинений час дозволяє довго зберігати продукти, речовини, які швидко псуються, свіжими. Наприклад, «боби нульвої ентропії» в творах серії «Дюна» Френка Герберта.
- Підтримання життя — в зупиненому часі смертельно хворі люди, або які перебувають за мить від смерті через поранення тощо, можуть зберігатися до моменту, коли буде знайдено спосіб їх врятувати. Таке використання неодноразово демонструвалося у серіалі «Зоряна Брама». Також стазис є альтернативою кріосну для тривалих космічних подорожей, як у «Світанку ночі» (1996—1999) Пітера Гамільтона.
- Війна — помістивши ворогів у стазис, на них можна спрямувати певну руйнівну дію або перенести в небезпечні умови. Після вимкнення стазису таким чином вороги будуть знищені. Інше застосування — помістити у стазис зброю до часу, коли необхідна її дія. Так, у романі «Нескінченна війна» (1974) Джо Голдемана у стазис була поміщена атомна бомба. Крім того ворогів можна просто обеззброїти, відібравши зброю у застиглих, чи зробивши її неробочою, як у циклі Вернора Вінжі «Крізь час» (1984—1985).
- Хуліганство — зупиняючи плин часу, можливо вчиняти розіграші, осоромити жертву тощо. До прикладу, перенести її в інше місце, поміняти обстановку навколо.
- Покарання — стазис дозволяє перенести злочинця в далеке майбутнє, де культурний шок зробить його життя нестерпним. Інший варіант покарання — сповільнення часу навколо покараного, де для стороннього спостерігача в ув'язненні минає порівняно невеликий термін (години, дні), а для покараного — роки. Таке використання описано зокрема в «Світі поза часом» (1976) Ларрі Нівена[2].

## Основні приклади стазису

### Кіно
Кінематограф нерідко описує стазис зовні подібним на заморожування — людей огортає подібна на лід субстанція, або вони покриваються інеєм. У науково-фантастичному телесеріалі «Зоряна брама: SG-1» існує пристрій, камера стазису, зниклої цивілізації Древніх. Він дозволяє зберігати тіло людини незмінним впродовж дуже тривалого часу, але за великих термінів (тисячі років) старіння стає помітним. Популярний британський телесеріал «Доктор Хто» в одному з епізодів зображає сирену, котра переміщує людей у стан стазису. Також це явище можна зустріти у фільмі «Людина зі сталі», де воєначальник Генерал Зод і його команда були заморожені і поміщені у Фантомну зону (Чорну діру) в покарання за бунт проти криптонської влади. У фільмі «Напролом» було показано як ув'язнених поміщали в стазис і тримали їх у спеціальних капсулах. Там також описано, що від стазису виникають побічні ефекти, люди божеволіли або у них загострювалися фобії у вигляді боязні замкнутого простору.